# TTC Winterthur
Der Tischtennisclub Winterthur (TTC Winterthur) ist ein Tischtennisverein aus Winterthur.

## Geschichte
Der TTC Winterthur wurde 1954 gegründet.
Der Verein stellte von 2007 bis 2011 ein Damenteam in der Nationalliga A. Im Frühjahr 2011 musste der TTC Winterthur wegen Spielerinnenmangels den erstmaligen Ausflug in die NLA wieder beenden. In der Saison 2014/15 spielt das Herrenteam sowie Frauenteam in der 2. Liga. 2014 konnte man mit dem Einzug in den Viertelfinal des STTV-Cups einen kleinen Erfolg erzielen. Der Verein hat sein Stammlokal im Schulhaus Schachen im Quartier Rosenberg (Kreis Veltheim)